# لیتورانئا
لیتورانئا (به انگلیسی: Litorânea) یک شرکت هواپیمایی است. دفتر مرکزی لیتورانئا در سائو لوئیس، مارانهاو، برزیل واقع شده‌است.